# 丰泽街道
丰泽街道是中华人民共和国福建省泉州市丰泽区下辖的一个街道。

## 行政区划
丰泽街道办事处驻津淮街。丰泽街道共辖7个社区，分别是：
霞淮社区、丰泽社区、迎津社区、东涂社区、前坂社区、东美社区、源淮社区。